# ウルグアヤン・インベイジョン
ウルグアヤン・インベイジョン（Uruguayan Invasion）とは、1960年代に起きたブリティッシュ・インベイジョンと良く似た音楽の現象で、ウルグアイのロックバンドがアルゼンチンで人気を得た。

## 歴史
モンテビデオに住む多くの若いミュージシャンは、ビートルズやローリング・ストーンズのようなイギリスの音楽に触発されて、ウルグアイは彼等の音楽の模倣をはじめた。特にロス・シェイカーズとロス・モッカーズという二つのバンドがそれぞれビートルズとストーンズを模写した。ウルグアヤン・インベイジョンで人気があったバンドは往々にして英語で歌った。
1960年代半ばになると、ブリティッシュ・インベイジョンが重心をアメリカ合衆国に移したように、ウルグアイのバンドは似たような名声をアルゼンチンで得た。レコードレーベルは急速にアルゼンチンで歌うウルグアイのロックバンドをプロモートした。エスカラ・ムシカルのようなアルゼンチンのテレビショーは往々にして多くのバンドが人気を得る踏み台となった。
ブリティッシュ・インベイジョンのように、ウルグアヤン・インベイジョンは1960年代後半には衰退した、スペイン語で歌われた音楽の方がより人気を集めるようになったのだ。1967年にロス・ガトースが発表したヒットレコード "ラ・バルサ"に刺激を受けて、多くのバンドはスペイン語で歌い始めた。1973年に軍事独裁政権が始まると、ウルグアヤン・インベイジョンの影響は終息した。

## ウルグアヤン・インベイジョンのバンド
- ロス・シェイカーズ
- ロス・モッカーズ
- ロス・ブルドッグス